# I briganti italiani
I briganti italiani è un film del 1961 diretto da Mario Camerini.

## Trama
All'indomani dell'unificazione italiana un giovane caporale borbonico cerca di entrare nell'esercito piemontese ma viene arruolato da Sante Carbone, un brigante che sta preparando una rivolta contro il nuovo stato.

## Produzione

### Riprese
Il film venne girato nel 1961 nella Provincia di Benevento, principalmente a Cerreto Sannita, a Foci e Valloni, frazioni di Cerro al Volturno. Alcune scene vennero girate anche a Cusano Mutri.
La sparatoria all'inizio fu girata nell'attuale piazza Roma, a Cerreto Sannita. Nella scena dove il brigante parla alla popolazione si nota il sagrato della Chiesa dell'ex monastero delle Clarisse mentre poco dopo, quando il brigante parte a cavallo verso la campagna, alcuni fabbri della vecchia fucina battono sul ferro all'angolo fra la piazza e via Telesina.

## Critica
Morando Morandini in Stasera del 18 dicembre 1961 scrive: «Il risultato è quello di un racconto telefonato, piattamente illustrativo e che sarebbe decisamente moscio se qua e là non intervenisse ad agitarlo l'istrionismo compiaciuto di Vittorio Gassman».